# بريك عبد الرحمنوف
بريك عبد الرحمنوف (مواليد 12 مايو 1986) هو ملاكم كازاخستاني، مثّل بلاده في الألعاب الأولمبية الصيفية 2016.

## روابط خارجية
بريك عبد الرحمنوف على موقع أوليمبيديا (الإنجليزية)